# إسحاق عزئيل
إسحاق بن إبراهيم عزئيل (تٌوفي في 1 نيسان 1622، بأمستردام ) كان طبيبًا وشاعرًا ونحويًا يهوديًّا مغربيًا، ولد في فاس، بالمغرب. في وقت ما شغل منصب الحاخام في وهران بالجزائر، ولكن في أواخر حياته غادر تلك المدينة ليستقر في أمستردام، حيث افتتح مدرسة تلمودية كان من بين تلاميذها منسي دياس إسرائيل [الإنجليزية]
 وإسحاق أدوبي دي فونسيكا [الإنجليزية]
. بسبب عدم رضاه عن التراخي في الأمور الدينية الذي لاحظه بين العديد من أعضاء المجتمع السفارادي، ألقى عزئيل سلسلة من المحاضرات التي أدت إلى تأسيس جماعة جديدة تحت اسم نيفي شالوم. في عام 1610، عند وفاة يهوذا فيغا، الحاخام الأول للجماعة الجديدة، اُستدعي عزئيل إلى الحاخامية.
كان عزئيل مؤلف كتاب القواعد العبرية، معانيه لاشون، الذي حرره تلميذه إسحاق نحميا في أمستردام عام 1627 (الطبعة الثانية 1710). وقد ترك أيضًا في المخطوطات العديد من القصائد العبرية والإسبانية ( Libros Poeticos en Declaracion de Todos los Equivocos de las Sagradas Letras)؛ وقد أشاد بها بشدة دي باريوس ، الذي وصف المؤلف بالشاعر العظيم، والموسيقي القادر، وعالم الرياضيات المتميز. أهدى جوزيف سيرانو قصيدة إلى عزئيل؛ وقد أدرجها في كتاب تيميم ديريك.

## قائمة المراجع في الموسوعة اليهودية
- كوينين، تاريخ اليهود في هولندا، الصفحات 144، 428؛
- أدولف جيلنك [الإنجليزية]
، في أورينت، مضاء. الثامن. 264، 276؛
- مير كيسرلنج [الإنجليزية]
، تاريخ اليهود في البرتغال ، ص. 285؛
- نفس المصدر، الكتاب المقدس. خاص-الميناء -جود. ص 107؛
- موريتز شتاينشنايدر ، القط. بودل. س ف؛
- صموئيل فوين [الإنجليزية]
، كينسيت يسرائيل، ص. 646.